# Antherotoma debilis
Antherotoma debilis là một loài thực vật có hoa trong họ Mua. Loài này được (Sond.) Jacq.-Fél. mô tả khoa học đầu tiên năm 1994.